# Manfred Weber-Wien
Manfred Weber-Wien (* 1. April 1969 in Villach) ist ein österreichischer Maler und Zeichner.

## Leben
Manfred Weber-Wien studierte bei Tom Misner (Sydney, Melbourne, Wien) und ist in zahlreichen internationalen Sammlungen vertreten, unter anderem in der Sammlung Rudolf Leopold, dem Leopold Museum, in Wien. Er lebt und arbeitet in Wien und Brüssel.

## Werke (Auswahl)
Seine bisher geschaffenen Zeichnungen und Kunstwerke fasste er unter folgenden Titeln zusammen:
| "ars moriendi"                        | 1999 |
| "Tod & Intimität"                     | 2000 |
| "Wir leben immer noch"                | 2001 |
| "Neue Bilder für diese Welt"          | 2005 |
| "Auch Totsein ist eine Form von Sein" | 2006 |
| "charged bodies"                      | 2011 |
| "cocoons"                             | 2013 |
| "most wanted"                         | 2014 |

## Kritik
Der Journalist Norbert Rauter vom Kurier in Österreich schreibt unter anderem zu Manfred Weber-Wien: „...Manfred Weber-Wien setzt sich in seinen neuen Arbeiten mit den transzendentalen Wurzeln des Diesseits auseinander. Seine Bildwelten sind geprägt durch das Spannungsfeld zwischen dem Leben vor dem Tod und der Existenz im Jenseits... Der massive schwarze Tuschauftrag seiner neueren Arbeiten symbolisiert die fast undurchdringliche Mauer, mit der das Über-Ich des Individuums vor dem Einblick durch das Ich verborgen wird. Die farbigen Akzente fordern aber den Betrachter dazu heraus, nach Zugängen zu einem allumfassenden und endgültigen Universum zu suchen. Am Ende der Expedition, so meint Manfred Weber-Wien, steht eine immerwährende Form der Existenz. Auch Totsein ist eine Form von Sein...“
| Personendaten    | Personendaten                       |
| ---------------- | ----------------------------------- |
| NAME             | Weber-Wien, Manfred                 |
| KURZBESCHREIBUNG | österreichischer Maler und Zeichner |
| GEBURTSDATUM     | 1. April 1969                       |
| GEBURTSORT       | Villach                             |